# Настенко, Александр Николаевич
Алекса́ндр Никола́евич Насте́нко (укр. Олександр Миколайович Настенко, позывной — Флинт; 23 ноября 1971, Каир) — украинский военнослужащий, капитан, участник российско-украинской войны. Герой Украины (2024).

## Биография
Родился 23 ноября 1971 года в Каире, Египет, в семье инженера-строителя. В 1973 году семья вернулась в Украину, в Харьков.
До начала полномасштабного вторжения России в Украину в 2022 году занимался бизнесом, был основателем и руководителем нескольких успешных предприятий, включая компании с лицензиями на добычу редкоземельных материалов. Также активно занимался спортом: чемпион Украины по шоссейно-кольцевым мотогонкам, альпинист, почётный член Харьковского альпклуба, организатор бесплатных спортивных секций для детей в Харькове.
С февраля 2022 года принимает участие в боевых действиях. Возглавляет 475-й отдельный штурмовой батальон «CODE 9.2», в составе которого создал два эффективных подразделения: разведывательный взвод и отдельный взвод ударных БПЛА. Под его командованием с 2022 по 2024 год эти подразделения уничтожили более 400 единиц вражеской техники и более 2000 солдат противника.
В ноябре 2023 года создал первый в Вооружённых силах Украины отдельный взвод ударных БПЛА. Участвовал в боях под Бахмутом (весна 2023 года), в Харьковской и Луганской областях (осень-зима 2022 года).

## Награды
- Звание «Герой Украины» с удостоением ордена «Золотая Звезда» (24 февраля 2024) — за личное мужество и героизм, проявленные в защите государственного суверенитета и территориальной целостности Украины, верность военной присяге[1].
- Орден Богдана Хмельницкого III степени (24 июня 2023) — за личное мужество и высокий профессионализм, проявленные в защите государственного суверенитета и территориальной целостности Украины, верность военной присяге[2].
- Медаль «За военную службу Украине» (28 декабря 2022) — за личное мужество и отвагу, проявленные в защите государственных интересов, укрепление обороноспособности и безопасности Украины[3].